# Іррегулярна війна
Іррегулярна війна або ненормативна (позанормативна) війна — збройна боротьба між державними та недержавними суб'єктами за легітимність і вплив на відповідне населення. Поняття нерегулярної війни давніше за сам термін.
Вперше термін іррегулярна війна був використаний в англійському виданні 1986 року «Сучасна іррегулярна війна в оборонній політиці та як військове явище» колишнього нацистського офіцера Фрідріха фон дер Гейдте. Оригінальне німецьке видання книги 1972 року має назву «Der Moderne Kleinkrieg als Wehrpolitisches und Militarisches Phänomen». Німецьке слово «Kleinkrieg» дослівно перекладається як «мала війна». Слово «Irregular», використане в назві англійського перекладу книги, є посиланням на «не регулярні збройні сили» відповідно до Третьої Женевської Конвенції.
Більш раннє використання цього терміну є в документі 1996 року агента Центрального розвідувального управління США Джеффрі Б. Уайта. Основний розвиток воєнної доктрини, пов'язаний з іррегулярною війною, був здійснений між 2004 і 2007 роками після терористичної атаки на США 11 вересня 2001 року. Ключовим прихильником концепції іррегулярної війни в Міністерстві оборони США був Майкл Г. Вікерс, колишній офіцер ЦРУ. Управління спеціальних акцій ЦРУ було першим відомим підрозділом, який спеціалізувався на «нетрадиційній війні»: на організації іррегулярної війни та боротьбі з нерегулярними військовими підрозділами. Воєнізовані офіцери управління спеціальних акцій створили та з успіхом керували іррегулярними підрозділами з племені хмонг під час війни в Лаосі в 1960-х роках, підрозділами Північного союзу проти Талібану під час війни в Афганістані в 2001 році та координували курдських пешмерга в боротьбі проти ісламістської терористичної організації Ансар аль-Іслам і сил Саддама Хусейна під час війни в Іраку 2003 року.
В іррегулярній війні використовується весь спектр військових та інших акцій, щоб підірвати владу, вплив і волю супротивника. За своєю суттю це тривала боротьба, яка перевіряє рішучість держави та її стратегічних партнерів. Різниця між регулярними та іррегулярними силами не пов’язана з терміном «іррегулярна війна». Термін іррегулярна війна створений для розрізнення війни як такої і не прив'язаний до понять «традиційна війна» та «нетрадиційна війна».
У вступі до електронного «Довідника військових наук» голландський військовий вчений Мартійн Кітцен розглядає операції в іррегулярній війні та базові знання, на яких грунтується проведення іррегулярних акцій. Він характеризує ці конфлікти як насильницьку боротьбу за участю недержавних суб'єктів і держав, які прагнуть отримати владу, контроль та легітимність над відповідними групами населення. У своїй статті Кітцен оглядає більшу частину академічної літератури, яка стосується цього питання.

## Інші визначення
- Іррегулярна війна — це форма війни, де задачею акцій є створення або знищення довіри та легітимності певної політичної сили (влади). В іррегулярній війні перевага надається непрямим підходам, хоча може використовуватись увесь спектр військових та інших можливостей для підриву авторитету влади, волі супротивника і його впливу на певні групи населення[25].
- Іррегулярна війна — насильницька боротьба між державними та недержавними суб'єктами за легітимність і вплив на відповідне населення.
- Іррегулярна війна передбачає конфлікти, в яких ворожі комбатанти не є регулярними військовими силами національних держав[26].
- Іррегулярна війна — це «війна між людьми» на відміну від «індустріальної війни» (звичайної війни)[27].

## Приклади
Майже всі сучасні війни включають якісь елементи іррегулярної війни. З часів Наполеона приблизно 80% конфліктів мали іррегулярний характер. Вважається, що прикладом іррегулярної війни є такі конфлікти:
- Громадянська війна в Афганістані
- Алжирська війна
- Індіанські війни
- Війна за незалежність США[28]
- Арабське повстання
- Громадянська війна в Китаї
- Кубинська революція
- Перша російсько-чеченська війна
- Перша громадянська війна в Судані
- Війна в Іраку
- Косовська війна
- Громадянська війна в Лівані
- Колоніальна війна Португалії
- Громадянська війна в Руанді
- Друга англо-бурська війна
- Друга російсько-чеченська війна
- Друга громадянська війна в Судані
- Громадянська війна в Сомалі
- Філіппінсько-американська війна
- Війна у В'єтнамі
- Перша громадянська війна у Лівії
- Громадянська війна в Сирії
- Війна в Іраку (2013-2017)[en]
- Друга громадянська війна в Лівії
- Громадянська війна в Ємені (з 2015)

## Акції
Акції та види бойових дій, що характерні для іррегулярної війни:
- Асиметрична війна
- Цивільно-військові операції[en]
- Колоніальні війни
- Військова допомога дружнім силам оборони
- Партизанська війна
- Інсургенти/Антипартизанська війна
- Військова розвідка та контррозвідувальна діяльність
- Тероризм/Боротьба з тероризмом
- Транснаціональна[en] злочинна діяльність, яка може підтримувати іррегулярну війну:
  - наркоторгівля
  - Незаконна торгівля зброєю[en]
  - незаконні фінансові операції
- Нетрадиційні бойові дії

Згідно з класифікацією Міністерства оборони США, існує п'ять основних видів акцій іррегулярної війни:
- Антипартизанська війна
- Боротьба з тероризмом
- Нетрадиційні бойові дії
- Військова допомога дружнім силам оборони
- Операції зі стабілізації

## Військові симуляції та навчання
У Збройних силах США було проведено кілька військових симуляцій та військових навчань, пов’язаних з іррегулярною війною:
- Unified Action
- Unified Quest
- January 2010 Tri-Service Maritime Workshop[29]
- Joint Irregular Warrior Series war games[29]
- Expeditionary Warrior war game series[29]
- December 2011 Naval War College Maritime Stability Operations Game focused specifically on stability operations in the maritime domain conducted by the Naval Service.[29]